# Baume-les-Messieurs
Baume-les-Messieurs ist eine französische Gemeinde mit 159 Einwohnern (Stand 1. Januar 2022) im Département Jura in der Region Bourgogne-Franche-Comté, etwa 10 Kilometer nordöstlich von Lons-le-Saunier. Sie ist als eines der Plus beaux villages de France (Schönste Dörfer Frankreichs) klassifiziert.

## Geografie und Geschichte

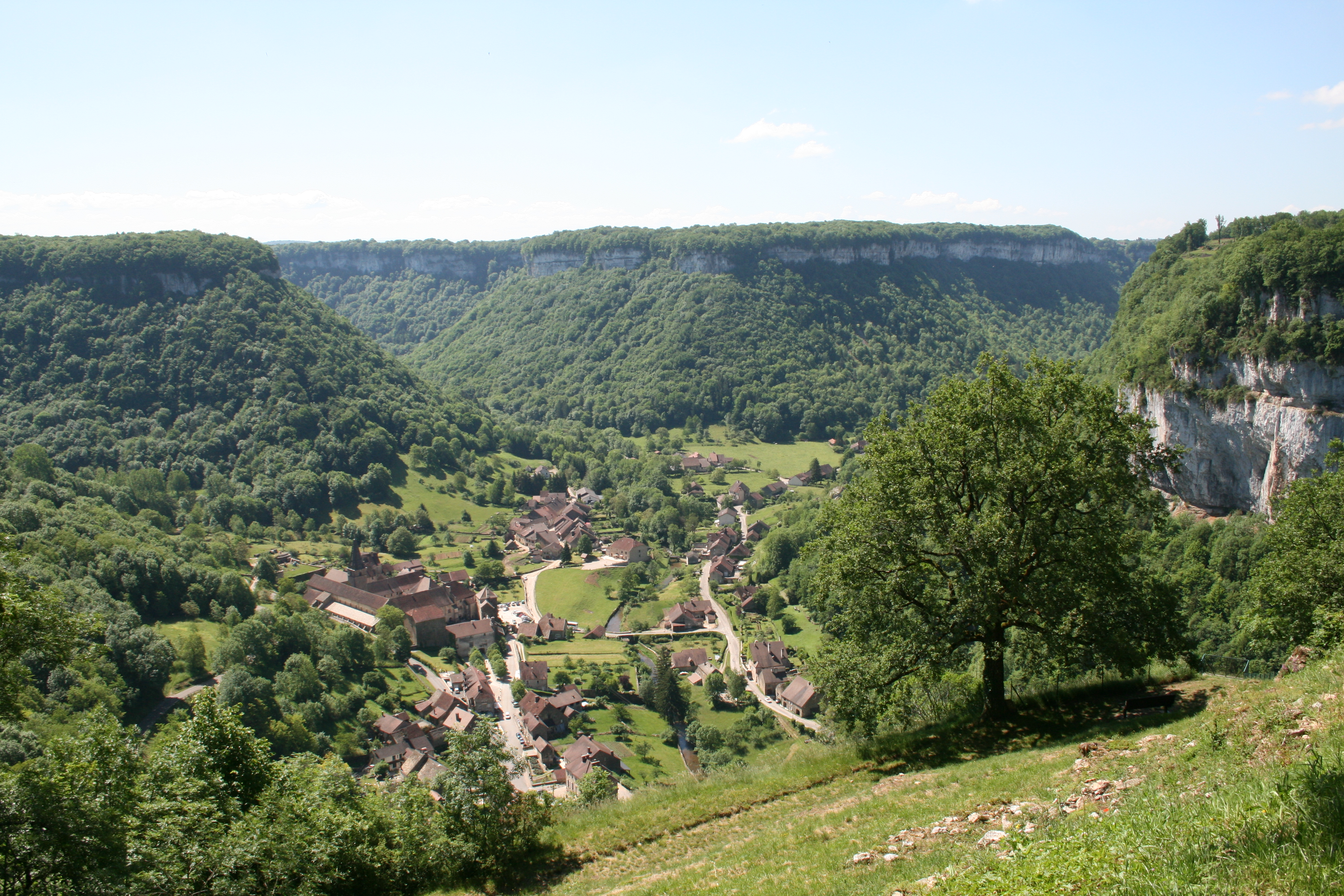
Baume-les-Messieurs im Cirque de Baume

Baume-les-Messieurs liegt, umgeben von gut hundert Meter hohen Felswänden, im runden Talkessel Cirque de Baume auf einer durchschnittlichen Höhe von 330 m Es umfasst eine Fläche von 1.309 Hektar und wird von knapp 200 Einwohnern bewohnt. Im Talkessel entspringt ein Quellbach der Seille, eines Nebenflusses der Saône.
Schon den karolingischen Herrschern war eine „Balma cella“ bekannt. Es ist unter Historikern aber umstritten, ob die in den Urkunden Lothars II. (869), im Vertrag von Meerssen (870) und in einem Protokoll der Königin Irmingard (890) genannte Zelle nicht auch dem Ort Baume-les-Dames zugeordnet werden kann. Eine Urkunde des Papstes Formosus von 894 für den Abt von Gigny wird dagegen Baume-les-Messieurs zugeschrieben (Kommentar zu Regesta Imperii I., Nr. 2857).

## Bevölkerungsentwicklung
| Jahr                       | 1962 | 1968 | 1975 | 1982 | 1990 | 1999 | 2007 | 2017 |
| Einwohner                  | 240  | 231  | 202  | 174  | 196  | 194  | 196  | 162  |
| Quellen: Cassini und INSEE |      |      |      |      |      |      |      |      |

## Sehenswürdigkeiten
In Baume-les-Messieurs liegt die Benediktinerabtei Saint-Pierre, die 909 gegründet wurde. Sie ersetzte das Kloster Baume-les-Moines, das im 6. Jahrhundert vom irischen Mönch Kolumban von Luxeuil gegründet worden war. Nachdem das Kloster von den Sarazenen und den Normannen verwüstet worden war, wurde es von Abbé Bernon wieder aufgebaut. Er verließ Baume-les-Messieurs 910 und gründete die Abtei von Cluny.
Im Talschluss oberhalb von Baume-les-Messieurs (Cirque de Baume) liegt die Quelle des Dard in einer Felsgrotte, darunter bildet das Wasser einen großen Wulst von Kalktuff.

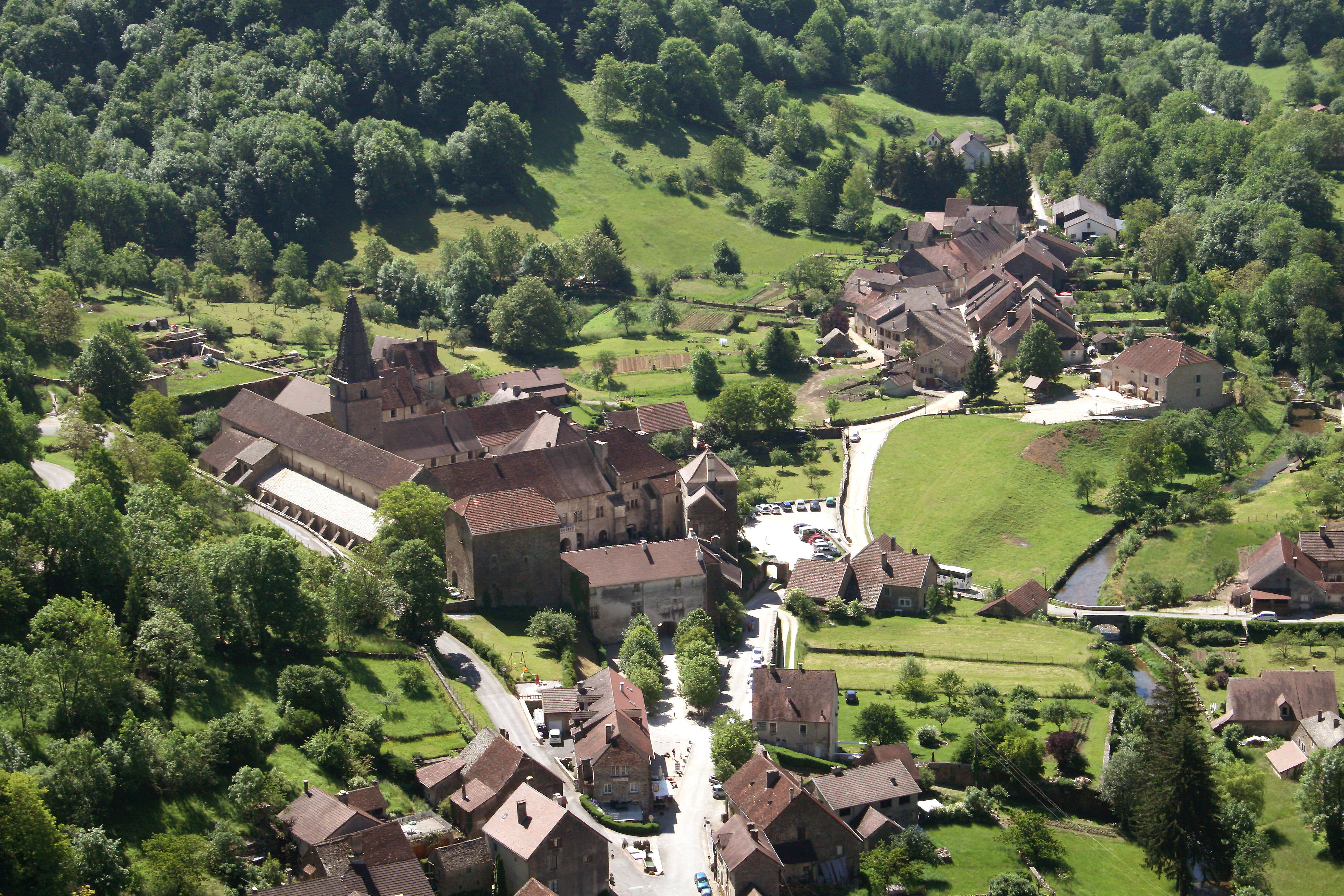
Benediktinerabtei Saint-Pierre
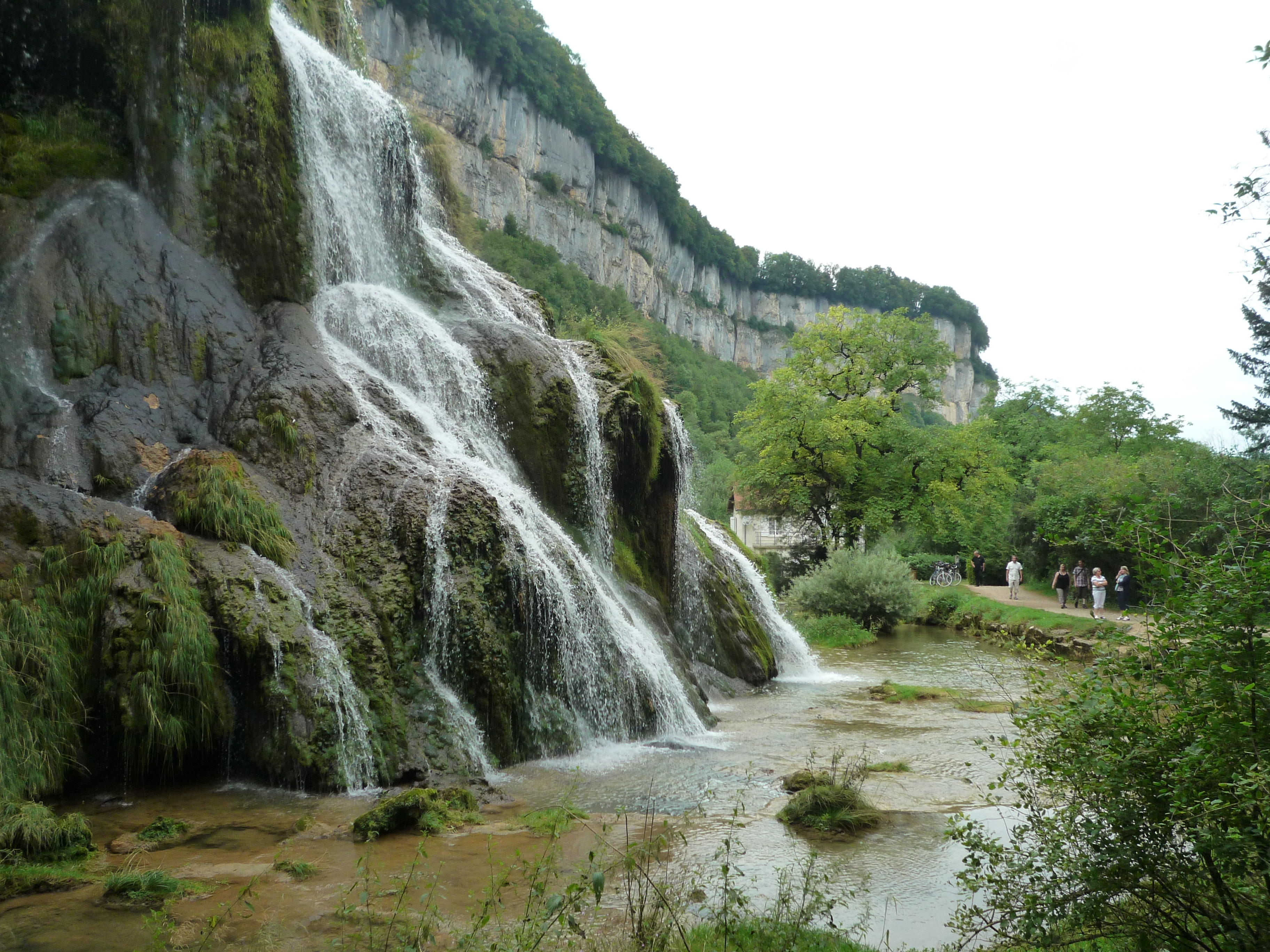
Kalktuffbildung an der Quelle des Dard
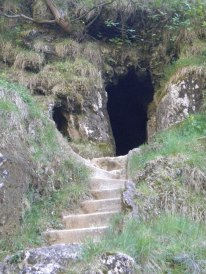
Grotte des Cascades